# Quinto Lutácio Cátulo (cônsul em 78 a.C.)
Quinto Lutácio Cátulo (m. 61 a.C.; em latim: Quintus Lutatius Catulus), dito Capitolino, foi um político da gente Lutácia da República Romana eleito cônsul em 78 a.C. com Marco Emílio Lépido. Era filho de Quinto Lutácio Cátulo, cônsul em 102 a.C., e, como ele, foi proscrito por Caio Mário em 87 a.C.. Herdou dele um ódio profundo aos populares, motivo pelo qual recebeu apoio da aristocracia romana representada pela facção dos optimates.

## Carreira
Em 78 a.C., foi eleito cônsul com Marco Emílio Lépido que, depois da morte de Sula, propôs repelir todas as alterações constitucionais realizadas por ele, como o restabelecimento da distribuição de cereais e a distribuição de terras públicas. Cátulo foi veementemente contra e conseguiu impedir que Emílio tivesse sucesso. Lépido alistou um bom contingente de tropas na Etrúria e se revoltou contra Roma, para onde marchou à frente de um exército. Cátulo, o derrotou no Campo de Marte, forçando-o a fugir para a Etrúria, onde Pompeu o derrotou novamente. Lépido seguiu então para a Sardenha, onde morreu no ano seguinte. Cátulo, apesar de leal a sua facção e a seus princípios, denunciou as práticas corruptas do Senado e o fato de os senadores terem apropriado para si o direito exclusivo de atuar como júri e juiz nos processos penais romanos.
Em 70 a.C., foi contra a iniciativa de Pompeu para restaurar os privilégios dos tribunos da plebe, retirados durante a ditadura de Sula. Em 67 e 66 a.C., Cátulo se opôs, sem sucesso, à Lex Gabinia, de 67 a.C., e à Lex Manilia, em 66 a.C., que conferiam poderes e comandos especiais ("imperia extra ordinem") a Pompeu. Em 65 a.C., Cátulo foi eleito censor com Marco Licínio Crasso e opôs-se ao desejo deste de converter o Egito ptolemaico num estado tributário de Roma. Sua defesa foi tão firme e intransigente que, no final, ambos preferiram renunciar a realizar nada durante seus mandatos.
Durante a conspiração de Catilina (63 a.C.), apoiou energicamente Cícero segundo Salústio e tentou implicar Júlio César na revolta, certamente por rancor, pois César o derrotou nas eleições para pontífice máximo. No anos seguinte, no qual César serviu como pretor (62 a.C.), Cátulo o acusou de malversação dos recursos públicos destinados a reconstrução do Capitólio, destruído num incêndio durante a guerra civil (83 a.C.) e propôs removê-lo do cargo de comissário para a restauração dos edifícios, cargo que ocupava desde a morte de Sula. Desta forma, o nome de Cátulo ficou relacionado com o Capitólio e seu nome foi inscrito no Templo de Júpiter Capitolino até ele ser destruído num novo incêndio na época do imperador Vitélio.
Segundo Dião Cássio, era o príncipe do senado na época da Lex Gabinia. Apesar de não ser um político especialmente habilidoso, Cátulo exercia uma notável influência sobre os seus colegas senadores graças à sua coerência política e ao seu indubitável compromisso de proteger o Estado.
Cátulo morreu durante o consulado de Quinto Cecílio Metelo Céler, em 60 a.C..